# Dornier Synthetic Aperture Radar (SAR)
Dornier SAR (Do SAR) war die Entwicklung eines Synthetic Aperture Radars (SAR) bei Dornier. Ausgehend von der Entwicklung des Radars für den European Remote Sensing Satellite (ESR 1) baute Dornier einen Rüstsatz in ein Flugzeug vom Typ Transall C-160 ein, der zusammen mit der Wehrtechnischen Dienststelle 61 (WTD 61) in Flügen erprobt wurde.

## Beschreibung
Das besondere an dem System nach dem Interferometrie-Prinzip waren die neuartigen Algorithmen zur hochgenauen Auswertung und Darstellung der Radarmessung als digitale Geländemodelle in 3D. Dornier bot auf dem internationalen Markt mit diesem Rüstsatz Geländekartografierung als Dienstleistung an. Die Länder Indonesien (1997 bis 1998) und Thailand (im Anschluss) haben dann in  Befliegungen mit dem Do SAR  die Grundlagen für ihre modernen nationalen Kartenwerke gelegt, wobei Dornier diesen Ländern zusätzlich Bodenstationen zur eigenständigen Auswertung der Radarbilder und Digitalisierung zu Karten verkaufte. Kurz- und Teilbefliegungen wurden auch in Dänemark, der Schweiz und Österreich durchgeführt.
Als weitere Kunden ausblieben, wurde 2002 das Programm eingestellt. Die Technologie und das Know-how flossen  aber bei SOSTAR-X ein, das Grundlage für das Radar beim Vorhaben EuroHawk sein soll.